# صندوق الموسيقى
صندوق الموسيقى (بالإنجليزية: The Music Box)‏ هو فيلم كوميدي صامت قصير صدر سنة 1932 بطولة لوريل وهاردي، فاز بجائزة الأوسكار لأفضل فيلم حي قصير (كوميدي) في سنة 1932، وفي عام 1997 تم اختيار الفيلم للحفظ في السجل الوطني للولايات المتحدة الأمريكية من قبل مكتبة الكونجرس باعتباره «ذو أهمية ثقافيًا وتاريخيًا أو جماليًا».

## طاقم التمثيل
- ستان لوريل
- أوليفر هاردي
- بيلي جيلبرت
- جلاديس جال
- سام لوفكين
- ليليان آيرين
- تشارلي هال
- وليام جيليسبي

## إعادة الإنتاج
هذا الفيلم هو إعادة إنتاج جزئية للفيلم القصير رفع القبعات (1927) الذي تم تصويره في نفس المكان والذي إختفي بعد ذلك واعتبر فيلمًا مفقودًا.

## وصلات خارجية
- صندوق الموسيقى على موقع IMDb (الإنجليزية)
- صندوق الموسيقى على موقع روتن توميتوز (الإنجليزية)
- صندوق الموسيقى على موقع قاعدة بيانات الأفلام العربية
- صندوق الموسيقى على موقع ألو سيني (الفرنسية)
- صندوق الموسيقى على موقع Turner Classic Movies (الإنجليزية)
- صندوق الموسيقى على موقع أول موفي (الإنجليزية)
- صندوق الموسيقى على موقع فيلمافينيتي (الإسبانية)
- صندوق الموسيقى على موقع قاعدة بيانات الأفلام السويدية (السويدية)
- صندوق الموسيقى على موقع قاعدة بيانات الفيلم (الإنجليزية)
- صندوق الموسيقى على موقع ليتربوكسد (الإنجليزية)